# Kempf József
Kempf József (névváltozat: Kempf d’Angreth József; Buda, 1820. május 21. – Debrecen, 1900. január 9.) magyar orvosdoktor, író és utazó.

## Élete
Kempf Antal sótiszt és Amberger Anna gyermekeként született. 1844-ben a budapesti egyetemen nyert orvosdoktori oklevelet. Szakdolgozatát nőgyógyászati témából írta, melyben arra a következtetésre jutott, hogy a nőknél az irodalom és a művészetek művelése okozhatja a meddőséget. Elsősorban az irodalommal és a tudományokkal való foglalkozást találta termékenységet gátló hatásúnak, ebből kifolyólag pedig gyökeres életformaváltást javasolt megfelelő táplálkozás és élénkítőszerek alkalmazásának segítségével. 1848–1849-ben honvédorvosként dolgozott.
1865. augusztus 8-án Szalay Erzsébettel (későbbi feleségével) felszállt a La Rochelle nevű hajóra Kuxhavenben. A hajó útja a Jóreménység foka felé vezetett, ahol 33 napot töltött Simonstownban, innen november 19-én ment tovább Ausztrália felé; karácsony estéjén kötöttek ki Moretonbayben. Mivel azonban tífusz ütötte fel a fejét a hajón, azt a közeli Dunwich-Stadbrock szigetre irányították vesztegzár alá. Itt Kempf Józsefet orvosi felügyelői tisztséggel ruházták fel. Naponta egy guinea fizetést kapott, ezenkívül lakást, élelmet és két szolgát is biztosítottak számára.
A 48 napos elzárás után Brisbane-be hajóztak. Kempfet és feleségét is beleszámítva összesen 413 bevándorló lépett partra. Hamarosan földvásárlási támogatást kaptak; Kempf honosította doktori címét, és 1866. március 5-én megkapta a hivatalos engedélyt, hogy Brisbane-ben orvosként dolgozhasson.
1866 decemberében feleségével Sydney-be költöztek. Itteni tartózkodásuk alkalmával több tudósítást is küldtek a Vasárnapi Újságnak. 1871. január 9-én Port Jacksonból hazaindult az Ann Duthie nevű skót hajón, megkerülte Dél-Amerikát, és 1871. április 12-én este 8 órakor érkezett meg Londonba.
1871-től gyakorlóorvosként dolgozott Debrecenben. 1877-ben feleségével Törökországba indult. Az utazásuk során gyűjtött néprajzi tárgyakat 1879-ben felajánlották megvételre a Debreceni Református Kollégium múzeuma számára, ez az anyag azonban sajnos az idők során elkallódott. Ezután az orvostársaitól kapott segélyből élt. Neje 1895. május 12-én halt meg 68 éves korában. Kempf József 1900. január 9-én hunyt el Debrecenben agyszélhűdésben; 1900. január 11-én helyezték örök nyugalomra a Kossuth utcai temetőben.
Cikkei a Vasárnapi Ujságban (1867–1868. Magyarok Ausztráliában, Queenslandból, ausztráliai levelek, 1871. Levél az Atlanti Oczeánról.)

## Munkái
- Dissertatio inaug. medico-philos. de sterilitate corporis feminei ob literarum et artium cultura. Pestini, 1844
- Croiset, Maurice: A görög eposz története. Ford. Kempf J. A Magyar Tudományos Akadémia Könyvkiadó Vállalata. Magyar Tudományos Akadémia, Budapest, 1897